# شوسيتسوكا ني نارو
شوسيتسوكا ني نارو  (باليابانية : 小説家になろう، و تترجم حرفياً إلي : "لنصبح مؤلفين") هو عبارة عن موقع محتوى ينتجه المستخدم روايات ياباني تم تصميمه بواسطة يوساكي أوميزاكي و تم اطلاقه في الثاني من أبريل لعام 2004 علي غرار مواقع مثل واتباد و يمكن للمستخدمين كتابة روايتهم علي الموقع بشكل مجاني لمحبي الروايات و يمكن قراءة الروايات أيضاً بشكل مجاني و بحلول شهر مايو 2021 أصبح الموقع يستضيف أكثر من 800,000 روية و الموقع لديه أكثر من 2,000,000 مستخدم مسجل في قواعد بيانته و الموقع به أكثر من مليار صفحة يمكن رؤيتها علي الموقع شهرياً مما يدل علي مدي شعبية الموقع .
تم تحويل أكثر من مائة رواية تم تحميلها على الموقع من قبل العديد من الناشرين لسلاسل مانغات و أنميات ، مثل Log Horizon ، والتي تم نشرها في عام 2010 من قبل أن تحصل شركة Enterbrain علي حقوق نشرها و تقوم بتحويلها لسلسة أنمي و مانغا في عام 2011 ،  و كذلك رواية التلميذ المختلف في ثانوية السحر ، والتي تم تم نشرها بين عامي 2008 و 2011 قبل أن تأخذ شركة آسكي ميديا وركس علي حقوق نشرها و تقوم بتحويلها لسلسة أنمي و مانغا . 
تأسست بصمة رواية فوتاباشا الخفيفة مونستر بانكو في 30 يوليو 2014 ، والتي تنشر حصريًا السلاسل الجيدة التي نشأت علي موقع Shōsetsuka ni Narō.

## روابط خارجية
- الموقع الرسمي
 باللغة اليابانية